# Mahmoud Bah
Pour les articles homonymes, voir Bah.
Mahmoud Bah est né à Labé en 1940. Il a fait ses études primaires à Labé, secondaires à Conakry, et supérieures en France, où il obtiendra un diplôme de chimie puis d'ingénierie alimentaire.
Après l'arrestation de son frère, Bah Ibrahima Kaba lors de la grève des enseignants de Guinée, Mahmoud Bah prend le chemin de l'exil d'abord à Dakar ensuite en France où il milite pour le « Rassemblement des Guinéens de l'Extérieur », parti politique d'opposition au régime de Ahmed Sékou Touré. 
Lors d'un court séjour en Guinée, Mahmoud Bah sera arrêté sur trahison en 1979 à Koundara et transféré au camp de concentration Boiro Mamadou où tous ses compagnons seront exécutés.
Amnesty International fera pression sur le régime de Ahmed Sékou Touré, ce qui contribuera à le sauver.  Après la mort du dictateur Guinéen, et à la suite du coup d'État organisé par une junte militaire Comité militaire de redressement national dirigée par Lansana Conté, Mahmoud Bah sera libéré le 3 avril 1984. 
Il retournera en France et enseignera dans un Lycée jusqu'à sa retraite en 2005.
Mahmoud Bah est l'auteur de plusieurs ouvrages et manuscrits sur la Guinée,.

## Ouvrages
- Construire la Guinée après Sékou Touré, Éditions L'Harmattan, 1990

- Guinée 1958-2008 : Sortir du Ghetto, Éditions Menaibuc, 2008